# Frank Bird
Frank Bird (ó Frank E. Bird. Jr.) (Netcong, Nueva Jersey, 1921 - 28 de junio de 2007) fue un científico estadounidense autor de diferentes teorías y publicaciones en materia de seguridad industrial y prevención de riesgos laborales. 

Según Bird, por cada 600 incidentes en la vida laboral se producen 30 accidentes menores, 10 accidentes graves y una muerte.

Se le conoce principalmente por su llamada pirámide de Bird en donde demostró con base en el estudio de varias décadas de datos estadísticos de accidentes laborales que por cada 600 incidentes o casi accidentes ocurridos en un centro de trabajo ocurre al menos un accidente incapacitante o la muerte de un trabajador por lo que recomendó evitar los actos y condiciones inseguras para garantizar la seguridad de los trabajadores.